# Zakaria Czchubianiszwili
Zakaria Czchubianiszwili (ur. 1903 we wsi Ruispiri, zm. 1980) – radziecki i gruziński polityk, prezes Rady Ministrów Gruzińskiej SRR w latach 1946-1952, przewodniczący Prezydium Rady Najwyższej Gruzińskiej SRR w latach 1952-1953.
Od 1928 w WKP(b), inżynier-mechanik, pracował w aparacie Komsomołu i sowieckich związków zawodowych, później był dyrektorem Zakaukaskiego Instytutu Naukowo-Badawczego Gospodarki Leśnej, później Tbiliskiego Instytutu Leśno-Technicznego. 1937-1940 ludowy komisarz przemysłu leśnego Gruzińskiej SRR, 1940-1941 sekretarz komitetu rejonowego Komunistycznej Partii (bolszewików) Gruzji w Sighnaghi, 1941-1943 sekretarz KC KP(b)G ds. przemysłu, 1944-1946 II sekretarz komitetu miejskiego KP(b)G w Tbilisi, 1945-1953 członek Biura Politycznego KC KP(b)G. Od 4 czerwca 1952 do 15 kwietnia 1953 przewodniczący Prezydium Rady Najwyższej Gruzińskiej SRR. Następnie do 1957 minister leśnictwa i gospodarki papierniczej/minister przemysłu leśnego Gruzińskiej SRR. 1959-1970 dyrektor Tbiliskiego Instytutu Naukowo-Badawczego Gospodarki Leśnej. Odznaczony Orderem Lenina i Orderem Czerwonego Sztandaru Pracy.